# 納齊夫·穆吉奇
納齊夫·穆吉奇（1970年11月10日—2018年2月18日），波斯尼亚和黑塞哥维那罗姆族拾荒者，曾主演剧情纪录片《渺生一页》，因此獲得在第63屆柏林電影節获得最佳男演員銀熊獎。

## 生平
穆吉奇在1970年11月10日生於图兹拉州盧卡瓦茨一個罗姆族村莊。穆吉奇和家人住在一起；他和村民一樣以執拾破銅爛鐵為生——身為罗姆族人，他無法像其他人一樣得到就業機會以及福利制度的保障。有一次他的妻子小產，當地多家醫院以穆吉奇既沒有醫療保險卡，也沒有辦法籌措醫藥費為理由，不為他的妻子動手術。後來他不得不借用小姨子的健保卡，請醫院救活情況危重的妻子。穆吉奇對醫護人員的表現大感不滿，於是向當地報章投稿，訴說自己的遭遇。導演丹尼斯·塔諾維奇注意到他的經歷，把這個故事改編為剧情纪录片《渺生一页》。穆吉奇在這部電影中飾演他自己，並憑着這部電影在2013年2月舉行的第63屆柏林電影節获得最佳男演員銀熊獎。雖然當地人認為穆吉奇可以從此擺脫貧窮的生活，不過他獲得的片酬只有1300欧元——劇組花了26天完成攝製工作。
穆吉奇在2013年11月到柏林尋求庇護，期間曾在柏林加托夫一所難民營居住，不過移民機關認為穆吉奇尋求庇護的理由不成立，拒絕了他的申請。他和家人在2014年2月回到波斯尼亞。到了2017年初，为了應付家庭生活開支和償還债务，他不得不在互聯網出售他的银熊奖奖杯。他最终以4000欧元的价格把奖杯賣給和自己住在同一條村的餐館東主。
晚年的穆吉奇家境貧困，為了養活妻子和三名子女（一男兩女），只好繼續以拾荒為生，每天賺取3.5歐羅的薪酬。他還是一位糖尿病患者，必須注射胰島素，以控制病情。他曾經在2018年1月前往德國，希望能夠解決自己的財務困境，並參加第68屆柏林影展，卻沒有成功。他在同年2月18日於盧卡瓦茨病逝，得年47岁；柏林影展组委会對此表示遺憾。

## 脚注
1. 1 2 3  Lenz, Susanne. . Berliner Zeitung. 2014-02-02  [2018-02-19]. （原始内容存档于2016-03-12） （德语）.
2. ↑  Wessels, Wolfram (编). . . Manuskript. 2018-01-08  [2018-02-25]. SWR2. （原始内容存档于2018-02-26） （德语）.
3. ↑  . Berliner Zeitung. 2014-02-07  [2018-02-19]. （原始内容存档于2014-02-21） （德语）.
4. ↑  . Der Tagesspiegel. Deutsche Presse-Agentur. 2014-06-05  [2018-02-19]. （原始内容存档于2018-05-28） （德语）.
5. ↑  . Österreichischer Rundfunk. 2017-01-07  [2018-02-19]. （原始内容存档于2018-07-01） （德语）.
6. ↑  red. . Österreichischer Rundfunk. 2018-02-18  [2018-02-25]. （原始内容存档于2018-04-05） （德语）.
7. ↑  . Rundfunk Berlin-Brandenburg. 2018-02-19  [2018-02-25]. （原始内容存档于2018-08-21） （德语）.